# إد هيوز
إد هيوز (بالإنجليزية: Ed Hughes)‏ هو صحفي وضابط أمريكي، ولد في 30 مارس 1938، وتوفي في 1 يونيو 2004 بسبب سرطان القولون.